# マジか!その後の人生 栄光を掴んだ天才達 今を大追跡SP
『マジか!その後の人生 栄光を掴んだ 天才達 今を大追跡SP』（マジか そのごのじんせい えいこうをつかんだ てんさいたち いまをだいついせきスペシャル）は、テレビ東京系列で2017年から不定期に放送されていた特別番組。MCはヒロミと関ジャニ∞の横山裕。

## 概要
本番組は、一度栄光を掴んだが故に、十字架を背負う運命となってしまった彼らの波乱万丈の人生を深掘り番組。
MCの関ジャニ∞の横山裕は、「その後、リサーチャー」として栄光を掴んだ者たちの"その後の人生"を、職業・経歴ごとにまとめて追跡し、驚きの共通点や知られざるデータを紹介する。
ヒロミと横山はMCとしては本番組で初タッグとなる。
2017年12月5日（火曜日）18:55 - 20:54（JST）に番組初回が放送された。
2018年6月5日（火曜日）18:55 - 20:54（JST）に第2回が放送された。
第3回以降の放送は2021年5月現在で無い。

## 出演者
- ヒロミ - MC
- 横山裕（関ジャニ∞） - MC
- 西野志海（テレビ東京アナウンサー） - 進行

## 放送リスト
| 回 | 放送日        | ゲスト                                                             | ゲスト                         | 備考 |
| 回 | 放送日        | VTR出演                                                            | スタジオ出演                   | 備考 |
| -- | ------------- | ------------------------------------------------------------------ | ------------------------------ | ---- |
| 1  | 2017年12月5日 | 琴別府、貴闘力、福田明日香、仁井谷正充、貞松響、佐藤和俊、西野友毬 | 三田寛子、千鳥                 |      |
| 2  | 2018年6月5日  | 高山樹里、前田将良、永作芳也、若ノ城、西川佳明、なきぼくろ         | 三田寛子、千葉真子、ビビる大木 |      |

## スタッフ
第2回（2018年6月5日）放送分
- ナレーター：立木文彦
- 構成：松田敬三／村松浩介、はしもとこうじ、堀由史、今田佑、八代丈寛、小高弘嗣、田中裕作、近藤雄亮、伊藤史、吉川泰生
- TM：大嶋徹
- CAM：伴野匡
- VE：野瀬かおり
- AUD：太田勝巳
- 照明：西澤庸浩
- 美術進行：岩本朝美
- 編集：上本学
- MA：寺田
- 音効：吉田塁
- TK：瀬戸口節子
- 技術協力：エムジェイ、テレビ東京アート、共同テレビジョン、スタジオモーリス、千代田ビデオ、バンエイト、ネットワーク
- 映像協力：公益財団法人日本相撲協会、Jリーグメディアプロモーション、中日新聞社（中日以外では第1回から）、PIXTA（PIX→第1回では写真協力、第2回では協力と表記）
- 撮影協力：島根あさひ社会復帰センター
- 宣伝：阪本裕美子（テレビ東京）
- 営業：高辻孝将（テレビ東京）
- デスク：
- AP：神山亜弓（Q.inc）、松島志保（NEXTEP）、望月麻未（WHOLEMAN）
- AD：斎藤真希、
- ディレクター：錫木亮（NEXTEP）／坂上祐生、花木現（NEXTEP）、武井陽介（WHOLEMAN）、萩原由、大城浩一郎（SCRATCH）、前田信忠（NEXTEP）
- 総合演出：逸見忠利（NEXTEP）
- 演出・プロデューサー：三宅優樹（テレビ東京）
- プロデューサー：井関勇人（テレビ東京）、須藤景子（NEXTEP）、青田和大（WHOLEMAN）
- チーフプロデューサー：村上徹夫（テレビ東京）
- 制作協力：ネクステップ、ホールマン
- 製作著作：テレビ東京

### 過去のスタッフ
- TD：野瀬一成（テレビ東京、第1回）
- CAM：丸山真平（テレビ東京、第1回）
- VE：小出一貴（テレビ東京、第1回）
- AUD：門脇茂威（第1回）
- 照明：井町成宏（第1回）
- MA：直江泰輔（第1回）
- TK：橘京子（第1回）
- 技術協力：ヌーベルアージュ、テクノマックス、アイヴリックスタジオ、CBC映像、GPA、ビジュアルコミュニケーションズ、イメージランド（全社が第1回のみ）
- 撮影協力：千葉県競馬組合、よみうりランド
- AP：池田詩織（NEXTEP）
- AD：宮森敬太（NEXTEP）、東遥海、柴崎香苗、瀬野亨、
- ディレクター：金孝義（NEXTEP）、佐藤哲士、高橋左和巳、小滝香一、新井若菜、上野健、吉川翔（Q.inc）